# Marco Marcucci
Marco Marcucci (n. 16 iunie 1949, Viareggio, Toscana, Italia) este un politician italian, președinte al Toscanei (1990–1992).